# Miroslav Sýkora (zpěvák)
Miroslav Sýkora (* 2. květen 1988, Streda nad Bodrogom) je slovenský zpěvák, skladatel a aranžér, vítěz 4. série soutěže Česko Slovensko má talent (2013) a objev roku 2013 TýTý.
Jeho oblíbený hudební žánr je opera, ale věnuje se i jiným hudebním stylem. V současnosti působí na různých akcích v Česku, ale i na Slovensku.

## Tvorba
V roce 2014 vydal své první CD - Miroslav Sýkora. Na svém debutovém albu se neúčastní pouze jako zpěvák, ale i jako aranžér všech skladeb. Album vydala produkční skupina Randal Group.
V roce 2014 se zúčastnil soutěže vážné hudby  Virtuózok  v Budapešti kde skončil jako nejlepší tenor.
12. prosince 2015 zorganizoval Vánoční Koncert v rodném městě - Streda nad Bodrogom, kde vystoupili i jeho hosté: Klavírní virtuos - Rigó Ronald a sólistka Státního Divadla Košice - Tatiana Palovčíková-Paládiová.